# Domen
Domen je moško osebno ime.

## Izvor imena
Ime Domen naj bi bila skrajšana oblika moškega osebnega imena Dominik. Josip Jurčič pa imena Domen ne povezuje z imenom Dominik. Na začetku svoje povesti Domen piše o tem, da je bil njegov literarni junak krščen kot Domen, ker je ravno na Kozma in Damijana dan beli svet zagledal.

## Pogostost imena
Po podatkih Statističnega urada Republike Slovenije je bilo na dan 31. decembra 2007 v Sloveniji število moških oseb z imenom Domen: 3.247. Med vsemi moškimi imeni pa je ime Domen po pogostosti uporabe uvrščeno na 77. mesto.

## Osebni praznik
V koledarju je ime Domen uvrščeno k imenu Dominik; god praznuje 8. avgusta. Josip Jurčič pa je menil drugače (glej zgoraj - Izvor imena)